# Parafia Znalezienia Krzyża Świętego w Klebarku Wielkim
Parafia Znalezienia Krzyża Świętego w Klebarku Wielkim – parafia rzymskokatolicka znajdująca się w archidiecezji warmińskiej, w dekanacie Olsztyn Południe.